# Transpomerânia

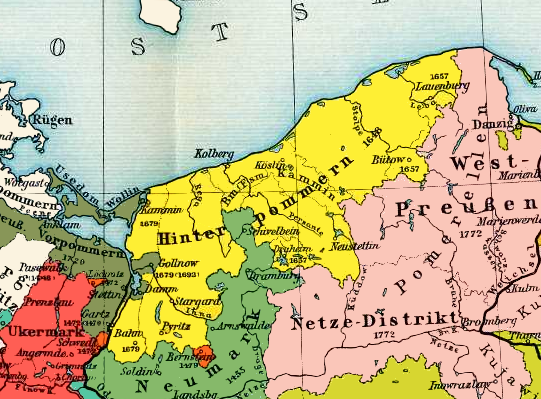
A Além-Pomerânia em 1700 ("Hinterpommern", no mapa a amarelo)

A Transpomerânia, Além-Pomerânia ou Pomerânia Oriental (em alemão:  Hinterpommern, Ostpommern), que antes da mudança da fronteira germano-polaca de 1945 incluía a parte oriental do Ducado da Pomerânia, depois Província da Pomerânia, está situada aproximadamente entre o rio Oder a oeste até à Pomerélia a leste. Presentemente a maior parte da antiga Transpomerânia situa-se no território da Voivodia da Pomerânia Ocidental, enquanto as partes mais orientais foram incluídas na Voivodia da Pomerânia. O território polaco sucessor após 1945 da Transpomerânia designa-se  Pomorze Zachodnie ("Pomerânia Ocidental"), que é na língua polaca atual um sinónimo para a Voivodia da Pomerânia Ocidental, enquanto o uso histórico do termo aplicava-se a todas as áreas a oeste da Pomerélia (incluindo Vorpommern, que também se pode referir à Pomerânia Ocidental).
A Transpomerânia surgiu como subdivisão do Ducado da Pomerânia na partição de 1532, então conhecida como Pomerânia-Stettin e já incluindo as regiões históricas do Principado de Cammin, Condado de Naugard, Terras de Schlawe e Stolp, e a Terra de Lauenburg e Bütow. Após a partição brandenburguesa-sueca da Pomerânia, a Transpomerânia tornou-se na Província da Pomerânia de Brandenburgo-Prússia. Com a reorganização da Província da Pomerânia da Prússia em 1815, a Transpomerânia foi administrada como Regierungsbezirk de Köslin. Em 1938, Posen-Prússia Ocidental foi acrescentada. Em 1945, a Transpomerânia  ficou sob domínio soviético, depois sob domínio polaco, integrando os Territórios Recuperados após a fuga e expulsão dos alemães. Até 1999, a Voivodia de Szczecin (1945–1998) e as suas spin-offs Voivodia de Koszalin (1950–1998) e Voivodia de Słupsk (1975–1998) ocupavam muito aproximadamente a área da antiga Transpomerânia. As voivodias de Szczecin e de Koszalin s foram fundidas em 1999 e constituem hoje a Voivodia da Pomerânia Ocidental, enquanto a Voivodia de Słupsk foi incluída na Voivodia da Pomerânia.
As suas cidades maiores são:
- Słupsk
- Koszalin
- Kołobrzeg
- Stargard Szczeciński
- Lębork